# Walter Freiherr von Keyserlingk
Walter Freiherr von Keyserlingk (* 27. Juni 1869 in Stettin; † 10. Dezember 1946 in Wiesbaden) war ein deutscher Marineoffizier, zuletzt Vizeadmiral sowie Marineattaché.

## Leben und Wirken
Walter war der Sohn von Ewald Freiherr von Keyserlingk und seiner Gemahlin Katharine, geborene Lenke. Am 16. April 1886 trat er als Kadett in die Kaiserliche Marine ein.
Von Oktober 1907 an war er als Korvettenkapitän Kommandant der Pfeil und blieb dies bis Oktober 1908. Ab 1. Oktober 1908 wurde von Keyserlingk als Marineattaché für die Nordischen Reiche an die deutsche Gesandtschaft in Sankt Petersburg entsandt, wo er bis zum 30. September 1912 mit Informationsbeschaffung, Auswertung der russischen Presse sowie der Pflege der marinepolitischen Beziehungen betraut war.
Vom 1. Oktober 1912 bis 27. Januar 1916 war er als Kapitän zur See Kommandant des Linienschiffs Lothringen, danach bis 1. Juni 1917 Kommandant des Großlinienschiffs Kaiser. Gleichzeitig war er vom 18. Februar bis zum 14. März 1917 und noch einmal vom 28. April bis zum 2. Mai Zweiter Admiral des IV. Geschwaders der Flotte. Danach übernahm er als Konteradmiral (seit 31. Mai 1917) die Leitung der Operationsabteilung im deutschen Admiralsstab. Zeitgleich war er vom 22. Dezember 1917 bis 18. Februar 1918 Bevollmächtigter der Obersten Heeresleitung und der Seekriegsleitung während der Waffenstillstandsverhandlungen mit Russland. In seinen Berichten aus Petersburg machte er aus seinem Antisemitismus keinen Hehl und sah in der Oktoberrevolution eine jüdische Verschwörung, von der alle anderen christlichen Länder gleichermaßen bedroht seien. Vom 2. Oktober 1918 bis 31. Juli 1919 fungierte er als Befehlshaber der Sicherung der Ostsee.
Keyserlingks Nachlass lagert als „Nachlaß Keyserlingk, N 161“ im Bundesarchiv-Militärarchiv in Freiburg im Breisgau.

## Auszeichnungen
- Roter Adlerorden II. Klasse mit Eichenlaub und Schwertern[3]
- Kronenorden II. Klasse[3]
- Eisernes Kreuz (1914) II. und I. Klasse[3]
- Preußisches Dienstauszeichnungskreuz[3]
- Friedrich-August-Kreuz II. und I. Klasse[3]

## Schriften
- Ein Leben in der deutschen Marine. In: Otto Taube: Das Buch der Keyserlinge. An der Grenze zweier Welten. 1944, S. 287 ff.